# Ренндорфер, Альфред
Альфред Карл Генрих Ренндорфер (нем. Alfred Karl Heinrich Renndorfer; 29 июля 1910, Мюнхен, Германская империя — 11 октября 1983, Мюнхен, ФРГ) — гауптштурмфюрер СС, начальник отделения полиции безопасности и СД в Барановичах, командир айнзацкоманды 8, входившей в состав айнзацгруппы B.

## Биография
Альфред Ренндорфер родился 29 июля 1910 года в семье секретаря Фридриха Ренндорфера и его жены Розы. В 1923 году вступил в Юнгштурм, организации, являвшейся предшественницей Гитлерюгенда. После посещения народной школы в Мюнхене изучал механику, сдав в 1929 году экзамен на звание подмастерье. До 1931 года изучал машиностроение в техникуме в Мюнхене, но из-за финансовых трудностей вынужден был закончить обучение.
1 марта 1932 года вступил в НСДАП (билет № 1012146) и Штурмовые отряды (СА). С 1 июня по 31  августа 1933 года проходил службу в 19-м пехотном полку. Осенью 1933 года присоединился к аппарату СД. В СД Ренндорфер служил в оберабшните «Юго-Запад» в Штуттгарте, был начальником службы пограничной разведки в Лёррахе и начальником разведывательной службы в Констанце. После Аншлюса Австрии был отправлен в лейтабшнит СД в Вене.
В конце июня 1942 года был переведён в ведомство полиции безопасности и СД в Риге. В начале августа 1942 года был направлен в ведомство полиции безопасности и СД в Генеральном округе Белоруссия в Минске. В августе 1942 года возглавил отделение полиции безопасности и СД в Ганцевичах. В конце сентября или начале октября 1942 года из-за действий партизан в качестве репрессий ликвидировал гетто в Ленине и уничтожил 180 евреев. Чуть позже распорядился расстрелять жителей гетто в Погост-Загородском по меньшей мере 100 мужчин, женщин и детей. С осени 1943 до февраля 1944 года возглавлял отделение полиции безопасности и СД в Барановичах. Здесь Ренндорфер приказал расстрелять 60 евреев, работавших в ведомстве полиции безопасности, 100 евреев из Организации Тодта и 100 евреев, работавших на земельном хозяйстве Колдычево. Впоследствии недолгое время принадлежал к штабу айнзацгруппы B, будучи командиром айнзацкоманды 8.
В январе 1946 года был арестован американскими оккупационным властям в окрестностях Эслингена. 15 ноября 1947 года был освобождён из лагеря для интернированных. В 1948 году денацификационной палатой в Мосбурге был отнесён к группе III (незначительно виновные). С 1958 года проживал в Мюнхене, где работал инженер-конструктором в компании по производству оптических и точных механических приборов. 21 января 1966 года земельным судом Мюнхена за пособничество в убийстве в 446 случаях был приговорён к 5 годам заключения в тюрьме строгого режима. 30 декабря 1966 года был досрочно освобождён из тюрьмы в Кайсхайме.